# Жосеній-Биргеулуй
Жосеній-Биргеулуй (рум. Josenii Bârgăului) — село у повіті Бистриця-Несеуд в Румунії. Адміністративний центр комуни Жосеній-Биргеулуй.
Село розташоване на відстані 327 км на північ від Бухареста, 15 км на північний схід від Бистриці, 94 км на північний схід від Клуж-Напоки.

## Населення
За даними перепису населення 2002 року у селі проживали 2011 осіб.
Національний склад населення села:
| Національність | Кількість осіб | Відсоток |
| -------------- | -------------- | -------- |
| румуни         | 1797           | 89,4%    |
| цигани         | 212            | 10,5%    |

Рідною мовою назвали:
| Мова      | Кількість осіб | Відсоток |
| --------- | -------------- | -------- |
| румунська | 2002           | 99,6%    |
| угорська  | 9              | 0,4%     |